# La Chapelle-Thouarault
 La Chapelle-Thouarault  es una población y comuna francesa, situada en la región de Bretaña, departamento de Ille y Vilaine, en el distrito de Rennes y cantón de Montfort-sur-Meu.

## Demografía
| 419 | 451 | 792 | 1566 | 1975 | 1915 |
| Para los censos de 1962 a 1999 la población legal corresponde a la población sin duplicidades (Fuente: INSEE [Consultar]) |     |     |      |      |      |